# Communauté de communes du Ternois
La communauté de communes du Ternois, parfois appelée « Ternois com, terre d’avenir ») est une communauté de communes française, située dans les départements du Pas-de-Calais et de la Somme, dans la région Hauts-de-France. Elle est créée le 30 août 2016 avec pour date d’effet le 1er janvier 2017. Son siège est situé dans la commune de Saint-Pol-sur-Ternoise. Elle regroupe 103 communes et totalise 37 469 habitants en 2021. Elle est localisée dans le sud du Pas-de-Calais et limitrophe du département de la Somme, avec la particularité de n'avoir qu'une seule commune située dans ce département, Vitz-sur-Authie.

## Historique
Dans le cadre des dispositions de la loi portant nouvelle organisation territoriale de la République (Loi NOTRe) du 7 août 2015, qui prévoit que les établissements publics de coopération intercommunale (EPCI) à fiscalité propre doivent avoir un minimum de 15 000 habitants, le préfet du Pas-de-Calais a publié le 12 octobre 2015 un projet de schéma départemental de coopération intercommunale qui prévoyait diverses fusion d'intercommunalité. À l'initiative des intercommunalités concernées, la Commission départementale de coopération intercommunale (CDCI) adopte le 26 février 2016 un amendement à ce projet, proposant la fusion de :
- la communauté de communes de l'Auxillois, regroupant 16 communes dont une de la Somme et 5 217 habitants[5] ;
- la communauté de communes de la Région de Frévent, regroupant 12 communes et 6 567 habitants ;
- la communauté de communes des Vertes Collines du Saint-Polois, regroupant 58 communes et 19 585 habitants
- la communauté de communes du Pernois, regroupant 18 communes et 7 114 habitants

Le schéma, intégrant notamment cette évolution, est approuvé par un arrêté préfectoral du 30 mars 2016,, et les conseils communautaires et municipaux appelés à donner leur avis sur la fusion.
La majorité qualifiée de ces conseils ayant approuvé ce projet, l'intercommunalité constatant cette fusion est créée sous le nom de « Communauté de communes du Ternois » par un arrêté préfectoral du 30 août 2016 qui a pris effet le 1er janvier 2017, après de nombreuses réunions entre élus et services afin de faire un état des lieux dans chaque domaine, puis pour se projeter sur l’avenir en définissant  les moyens et objectifs de Ternois Com.

## Territoire communautaire

### Aspects socio-sanitaires
Pour la période1979-1985, l’espérance de vie masculine à 65 ans était de 13,5 ans ; elle a augmenté de 4,6 ans en une trentaine d’années, mais un peu moins vite que la moyenne nationale (faisant que l’écart s’est creusé de 0,9 an à 1,5 an). Chez les femmes, de 1979-1985 à 2008-2014 cet indicateur est passée dans la CC du Ternois de 17,1 ans à 21,5 ans (soit un gain de plus de 4 ans mais néanmoins inférieure à celui de la France en moyenne, avec un écart passé de 1,3 an en 1979-1985 à1,6 an en 2008-2014)[pourquoi ?].
Ce territoire (comme d’autres territoires voisins) est vers 2015 caractérisé par d’ « Importantes surmortalités tous âges et prématurée au regard de la France, quel que soit le genre » ; « le taux standardisé de mortalité[C'est-à-dire ?] masculine est de +21 % par rapport au niveau national (1 234 décès pour 100 000 hommes contre 1 016 en France hexagonale ; il est de 1 244 dans les Hauts-de-France) » ; chez les femmes, il est de 21% [pourquoi ?].

### Composition
La communauté de communes est composée des 103 communes suivantes :

| Nom                            | Code Insee | Gentilé                      | Superficie (km2) | Population (dernière pop. légale) | Densité (hab./km2) |
| ------------------------------ | ---------- | ---------------------------- | ---------------- | --------------------------------- | ------------------ |
| Saint-Pol-sur-Ternoise (siège) | 62767      | Saint-Polois                 | 8,24             | 4 759 (2022)                      | 578                |
| Anvin                          | 62036      | Anvinois                     | 7,83             | 709 (2022)                        | 91                 |
| Aubrometz                      | 62047      | Aubromessins                 | 2,72             | 142 (2022)                        | 52                 |
| Aumerval                       | 62058      | Aumervalois                  | 3,42             | 194 (2022)                        | 57                 |
| Auxi-le-Château                | 62060      | Auxilois                     | 27,08            | 2 549 (2022)                      | 94                 |
| Averdoingt                     | 62061      | Averdoingtois                | 8,33             | 293 (2022)                        | 35                 |
| Bailleul-lès-Pernes            | 62071      | Bailleulains                 | 3,49             | 409 (2022)                        | 117                |
| Beauvoir-Wavans                | 62881      | Beauvoiriens                 | 9,49             | 363 (2022)                        | 38                 |
| Beauvois                       | 62101      | Beauvoisains                 | 2,68             | 133 (2022)                        | 50                 |
| Bergueneuse                    | 62109      | Bergueneusois                | 2,78             | 215 (2022)                        | 77                 |
| Bermicourt                     | 62114      | Bermicourtois                | 5,53             | 167 (2022)                        | 30                 |
| Blangerval-Blangermont         | 62137      | Blangervalois-Blangermontois | 4,61             | 93 (2022)                         | 20                 |
| Boffles                        | 62143      | Bofflois                     | 3,27             | 47 (2022)                         | 14                 |
| Bonnières                      | 62154      | Bonnièrois                   | 27,16            | 667 (2022)                        | 25                 |
| Boubers-sur-Canche             | 62158      | Boubérois                    | 9,23             | 577 (2022)                        | 63                 |
| Bouret-sur-Canche              | 62163      | Bouretiens                   | 4,87             | 245 (2022)                        | 50                 |
| Bours                          | 62166      | Boursicotiers                | 11,84            | 588 (2022)                        | 50                 |
| Boyaval                        | 62171      | Boyavalois                   | 5,38             | 138 (2022)                        | 26                 |
| Brias                          | 62180      | Briasois                     | 7,74             | 297 (2022)                        | 38                 |
| Buire-au-Bois                  | 62182      | Buirois                      | 11,81            | 238 (2022)                        | 20                 |
| Buneville                      | 62187      | Bunevillois                  | 3,84             | 177 (2022)                        | 46                 |
| Conchy-sur-Canche              | 62234      | Conchiaquois                 | 9,83             | 222 (2022)                        | 23                 |
| Conteville-en-Ternois          | 62238      | Contevillois                 | 2,29             | 81 (2022)                         | 35                 |
| Croisette                      | 62258      | Croisettois                  | 7,64             | 300 (2022)                        | 39                 |
| Croix-en-Ternois               | 62260      | Cruciens                     | 6,62             | 332 (2022)                        | 50                 |
| Écoivres                       | 62283      | Écoivrois                    | 2,22             | 126 (2022)                        | 57                 |
| Eps                            | 62299      | Epsois                       | 6,87             | 242 (2022)                        | 35                 |
| Équirre                        | 62301      | Équirrois                    | 4,19             | 77 (2022)                         | 18                 |
| Érin                           | 62303      | Érinois                      | 6,36             | 220 (2022)                        | 35                 |
| Fiefs                          | 62333      | Fieffois                     | 10,97            | 372 (2022)                        | 34                 |
| Flers                          | 62337      | Flersois                     | 5,5              | 217 (2022)                        | 39                 |
| Fleury                         | 62339      | Fleuryacois                  | 2,75             | 106 (2022)                        | 39                 |
| Floringhem                     | 62340      | Floringhemois                | 4,65             | 883 (2022)                        | 190                |
| Fontaine-l'Étalon              | 62345      | Estalifontains               | 3,98             | 94 (2022)                         | 24                 |
| Fontaine-lès-Boulans           | 62342      | Fontainois                   | 5,62             | 103 (2022)                        | 18                 |
| Fontaine-lès-Hermans           | 62344      | Hermanifontains              | 3,8              | 107 (2022)                        | 28                 |
| Fortel-en-Artois               | 62346      | Fortelois                    | 5,89             | 215 (2022)                        | 37                 |
| Foufflin-Ricametz              | 62348      | Foufflinois                  | 3                | 147 (2022)                        | 49                 |
| Framecourt                     | 62352      | Framecourtois                | 2,28             | 115 (2022)                        | 50                 |
| Frévent                        | 62361      | Fréventins                   | 15,23            | 3 288 (2022)                      | 216                |
| Gauchin-Verloingt              | 62367      | Gauchinois                   | 5,92             | 781 (2022)                        | 132                |
| Gennes-Ivergny                 | 62370      | Gennois                      | 10,98            | 123 (2022)                        | 11                 |
| Gouy-en-Ternois                | 62381      | Gouyésiens                   | 5,65             | 128 (2022)                        | 23                 |
| Guinecourt                     | 62396      | Guinecourtois                | 2,24             | 14 (2022)                         | 6,2                |
| Haravesnes                     | 62411      | Haravesnois                  | 2,4              | 52 (2022)                         | 22                 |
| Hautecloque                    | 62416      | Hautecloquois                | 6,84             | 215 (2022)                        | 31                 |
| Héricourt                      | 62433      | Héricourtois                 | 4,95             | 79 (2022)                         | 16                 |
| Herlin-le-Sec                  | 62436      | Hulinois                     | 3,86             | 161 (2022)                        | 42                 |
| Herlincourt                    | 62435      | Herlincourtois               | 2,95             | 106 (2022)                        | 36                 |
| Hernicourt                     | 62442      | Hernicourtois                | 9,85             | 513 (2022)                        | 52                 |
| Hestrus                        | 62450      | Hestrusiens                  | 7,8              | 219 (2022)                        | 28                 |
| Heuchin                        | 62451      | Heuchinois                   | 8,16             | 485 (2022)                        | 59                 |
| Huclier                        | 62462      | Hucliérois                   | 3,32             | 155 (2022)                        | 47                 |
| Humerœuille                    | 62467      | Humeroeuilois                | 3,23             | 179 (2022)                        | 55                 |
| Humières                       | 62468      | Humiérois                    | 6,81             | 207 (2022)                        | 30                 |
| Ligny-Saint-Flochel            | 62514      | Linéens                      | 5,23             | 238 (2022)                        | 46                 |
| Ligny-sur-Canche               | 62513      | Lignysiens                   | 7,17             | 188 (2022)                        | 26                 |
| Linzeux                        | 62518      | Linzois                      | 4,71             | 172 (2022)                        | 37                 |
| Lisbourg                       | 62519      | Lisbourgeois                 | 17,77            | 591 (2022)                        | 33                 |
| Maisnil                        | 62539      | Maisnilois                   | 5,14             | 257 (2022)                        | 50                 |
| Marest                         | 62553      | Marestois                    | 3,16             | 280 (2022)                        | 89                 |
| Marquay                        | 62558      | Marquaysiens                 | 3,47             | 173 (2022)                        | 50                 |
| Moncheaux-lès-Frévent          | 62576      | Montcellois                  | 3,92             | 137 (2022)                        | 35                 |
| Monchel-sur-Canche             | 62577      | Monchelois                   | 5,06             | 73 (2022)                         | 14                 |
| Monchy-Breton                  | 62580      | Monchois                     | 6,9              | 527 (2022)                        | 76                 |
| Monchy-Cayeux                  | 62581      | Monts-Cayens                 | 6,22             | 289 (2022)                        | 46                 |
| Monts-en-Ternois               | 62590      | Montois                      | 3,53             | 64 (2022)                         | 18                 |
| Nédon                          | 62600      | Nédonnois                    | 4,89             | 156 (2022)                        | 32                 |
| Nédonchel                      | 62601      | Nédoncelois                  | 3,89             | 347 (2022)                        | 89                 |
| Neuville-au-Cornet             | 62607      | Neuvillois                   | 2,28             | 62 (2022)                         | 27                 |
| Nœux-lès-Auxi                  | 62616      | Noeuxois                     | 6,26             | 185 (2022)                        | 30                 |
| Nuncq-Hautecôte                | 62631      | Nuncquois                    | 6,64             | 473 (2022)                        | 71                 |
| Œuf-en-Ternois                 | 62633      | Eusiens                      | 8,75             | 253 (2022)                        | 29                 |
| Ostreville                     | 62641      | Ostrevillois                 | 3,88             | 215 (2022)                        | 55                 |
| Pernes                         | 62652      | Pernois                      | 4,58             | 1 586 (2022)                      | 346                |
| Pierremont                     | 62655      | Pierremontois                | 6,14             | 326 (2022)                        | 53                 |
| Le Ponchel                     | 62665      | Ponchelois                   | 4,68             | 212 (2022)                        | 45                 |
| Prédefin                       | 62668      | Prédefinois                  | 3,82             | 214 (2022)                        | 56                 |
| Pressy                         | 62669      | Percialquois                 | 4,33             | 299 (2022)                        | 69                 |
| Quœux-Haut-Maînil              | 62683      | Quoeusiens                   | 12,01            | 215 (2022)                        | 18                 |
| Ramecourt                      | 62686      | Ramecurtiens                 | 8,09             | 351 (2022)                        | 43                 |
| Roëllecourt                    | 62717      | Roëllecourtois               | 9,42             | 520 (2022)                        | 55                 |
| Rougefay                       | 62722      | Rougefayais                  | 3,86             | 89 (2022)                         | 23                 |
| Sachin                         | 62732      | Sachinois                    | 5,9              | 320 (2022)                        | 54                 |
| Sains-lès-Pernes               | 62740      | Sanctanois                   | 4,2              | 303 (2022)                        | 72                 |
| Saint-Michel-sur-Ternoise      | 62763      | Saint-Michellois             | 5,97             | 838 (2022)                        | 140                |
| Séricourt                      | 62791      | Séricourtois                 | 2,45             | 46 (2022)                         | 19                 |
| Sibiville                      | 62795      | Sibivillois                  | 7,35             | 115 (2022)                        | 16                 |
| Siracourt                      | 62797      | Siracourtois                 | 3,14             | 282 (2022)                        | 90                 |
| Tangry                         | 62805      | Tangriois                    | 4,84             | 264 (2022)                        | 55                 |
| Teneur                         | 62808      | Teneurois                    | 6,85             | 262 (2022)                        | 38                 |
| Ternas                         | 62809      | Ternasiens                   | 2,51             | 130 (2022)                        | 52                 |
| La Thieuloye                   | 62813      | Thieuloisiens                | 4,06             | 470 (2022)                        | 116                |
| Tilly-Capelle                  | 62818      | Tilliaciens                  | 6,31             | 156 (2022)                        | 25                 |
| Tollent                        | 62822      | Tollentois                   | 4,31             | 86 (2022)                         | 20                 |
| Troisvaux                      | 62831      | Trivalois                    | 6,18             | 288 (2022)                        | 47                 |
| Vacquerie-le-Boucq             | 62833      | Vacariais                    | 3,3              | 70 (2022)                         | 21                 |
| Valhuon                        | 62835      | Valhuonnais                  | 9,17             | 544 (2022)                        | 59                 |
| Vaulx                          | 62838      | Vaulxois                     | 4,92             | 94 (2022)                         | 19                 |
| Villers-l'Hôpital              | 62859      | Villerois                    | 8,4              | 257 (2022)                        | 31                 |
| Vitz-sur-Authie                | 80810      |                              | 4,66             | 135 (2022)                        | 29                 |
| Wavrans-sur-Ternoise           | 62883      | Wavransois                   | 4,81             | 196 (2022)                        | 41                 |
| Willencourt                    | 62891      | Willencourtois               | 2,45             | 138 (2022)                        | 56                 |

### Démographie
La population de ce territoire a diminué à la fin du XXe siècle puis augmente à nouveau depuis le début des années 2000,  franchissant à nouveau les 38 000 habitants fin 2007[pourquoi ?].
En 2018 selon l’INSEE, la densité de population de l’EPCI est de 61 habitants/km2, soit trois fois moins que la moyenne régionale (189) et deux fois moins que la moyenne nationale (118). Hormis les deux communautés d’agglomération (CA) au Nord, cette densité est du même ordre que celle [C'est-à-dire ?]des communautés de communes périphériques à celle du Ternois.
L’espérance de vie à 65 ans montre que l’état de santé des seniors est chez les hommes comparable à celui des collectivités voisines.
| 1968   | 1975   | 1982   | 1990   | 1999   | 2006   | 2011   | 2016   | 2022   |
| ------ | ------ | ------ | ------ | ------ | ------ | ------ | ------ | ------ |
| 39 158 | 38 206 | 37 830 | 37 354 | 36 999 | 37 751 | 38 483 | 38 395 | 37 150 |

### Logement
En 2022, le nombre total de logements dans la communauté de communes était de 18 246, alors qu'il était de 18 078 en 2016 et de 17 547 en 2011
, soit une progression du nombre total de logements de 4,0 % depuis 2011.
Parmi ces 18 246 logements, 86,4 % étaient des résidences principales, (soit 15 760 logements), 4,3 % des résidences secondaires et 9,4 % des logements vacants. Ces logements étaient pour 91,5 % d'entre eux des maisons individuelles et pour 7,6 % des appartements.
Sur les 15 760 résidences principales, 68,6 % sont occupées par des propriétaires, 29,6 % par des locataires et 1,8 % par des personnes logées gratuitement.
Le tableau ci-dessous présente la typologie des logements dans la communauté de communes en 2022 en comparaison avec celle du Pas-de-Calais et de la France entière. Une caractéristique marquante du parc de logements est ainsi la faible proportion des résidences secondaires et logements occasionnels (4,3 %) par rapport au département (6,6 %) et à la France entière (9,7 %) ainsi que d'une proportion de logements vacants (9,4 %) inférieure à celle du département (7,2 %) et de la France entière (8 %).
| Typologie                                               | Communauté de communes | Pas-de-Calais | France entière |
| ------------------------------------------------------- | ---------------------- | ------------- | -------------- |
| Résidences principales (en %)                           | 86,4                   | 86,2          | 82,3           |
| Résidences secondaires et logements occasionnels (en %) | 4,3                    | 6,6           | 9,7            |
| Logements vacants (en %)                                | 9,4                    | 7,2           | 8              |

Le tableau ci-dessous présente le type de combustible principal utilisé dans les résidences principales ainsi que l'évolution des différents types de combustible entre 2011 et 2022.
| Type de combustible principal du logement | Communauté de communes | Communauté de communes | Communauté de communes | Pas-de-Calais 2022 |
| Type de combustible principal du logement | 2011                   | 2022                   | △                      | Pas-de-Calais 2022 |
| ----------------------------------------- | ---------------------- | ---------------------- | ---------------------- | ------------------ |
| Gaz de ville - réseau de chaleur          | 25,0 %                 | 23,0 %                 | -2                     | 51,7 %             |
| Fioul (mazout)                            | 26,5 %                 | 18,8 %                 | -7,7                   | 7,4 %              |
| Électricité                               | 21,3 %                 | 23,7 %                 | 2,4                    | 24,4 %             |
| Gaz en bouteilles ou en citerne           | 2,4 %                  | 1,5 %                  | -0,9                   | 1,0 %              |
| Autres (bois, solaire, géothermie, etc.)  | 24,8 %                 | 33,0 %                 | 8,2                    | 15,5 %             |

### Économie

#### Revenus de la population et fiscalité
En 2021, la communauté de communes compte 15 499 ménages fiscaux, regroupant 36 158 personnes.
En 2021, le revenu fiscal médian par ménage, le taux de pauvreté des ménages et la part des ménages fiscaux imposés de la communauté de communes, du département du Pas-de-Calais et de la métropole sont les suivants :
- le revenu fiscal médian par ménage de la communauté de communes est de 20 630 €, inférieur à celui du département du Pas-de-Calais (20 720 €) et inférieur à celui de la France métropolitaine (23 080 €)[Insee 8],[Insee 9],[Insee 10] ;
- le taux de pauvreté des ménages de la communauté de communes est de 18,1 %, inférieur à celui du département du Pas-de-Calais (18,4 %) et supérieur à celui de la métropole (14,9 %)[Insee 11],[Insee 12],[Insee 13] ;
- la part des ménages fiscaux imposés dans la communauté de communes est de 41,5 %, inférieure à celle du département du Pas-de-Calais (44,1 %) et inférieure à celle de la métropole (53,4 %)[Insee 8],[Insee 9],[Insee 10].

#### Emploi
|                       | 2011   | 2016   | 2022   |
| --------------------- | ------ | ------ | ------ |
| CC du Ternois         | 14,0 % | 14,8 % | 13,0 % |
| Département           | 11,3 % | 13,7 % | 11,2 % |
| France métropolitaine | 11,6 % | 13,7 % | 11,7 % |

En 2022, la population âgée de 15 à 64 ans s'élève à 21 991 personnes, parmi lesquelles on compte 73,2 % d'actifs (63,7 % ayant un emploi et 9,5 % de chômeurs) et 26,8 % d'inactifs,. En 2022, le taux de chômage (au sens du recensement) des 15-64 ans est supérieur à celui du département et supérieur à celui de la France métropolitaine.
La communauté de communes compte 12 138 emplois en 2022, contre 12 342 en 2016 et 12 371 en 2011. Le nombre d'actifs ayant un emploi résidant dans la communauté de communes est de 14 244, soit un indicateur de concentration d'emploi de 85,2 et un taux d'activité parmi les 15 ans ou plus de 53,4 %.
Sur ces 14 244 actifs de 15 ans ou plus ayant un emploi, 11 085 travaillent dans la communauté de communes, soit 78 % des habitants. Pour se rendre au travail, 84,6 % des habitants de la communauté de communes utilisent une voiture, un camion ou une fourgonnette, 2,1 % les transports en commun, 7,5 % s'y rendent en deux-roues motorisé, à vélo ou à pied et 5,9 % n'ont pas besoin de transport (travail au domicile).

#### Entreprises et commerces

##### Activités hors agriculture
En 2022, 1 946 établissements marchands non agricoles sont économiquement actifsdans la  communauté de communes,,.
| Secteur d'activité                                                                                        | CC du Ternois | CC du Ternois | Département |
| Secteur d'activité                                                                                        | Nombre        | %             | %           |
| --- | ------------- | ------------- | ----------- |
| Ensemble                                                                                                  | 1 946         | 100 %         | (100 %)     |
| Industrie manufacturière, industries extractives et autres                                                | 173           | 8,9 %         | (5,3 %)     |
| Construction                                                                                              | 279           | 14,3 %        | (11,7 %)    |
| Commerce de gros et de détail, transports, hébergement et restauration                                    | 558           | 28,7 %        | (22,5 %)    |
| Information et communication                                                                              | 26            | 1,3 %         | (3,6 %)     |
| Activités financières et d'assurance                                                                      | 97            | 5,0 %         | (5,3 %)     |
| Activités immobilières                                                                                    | 122           | 6,3 %         | (5,7 %)     |
| Activités spécialisées, scientifiques et techniques et activités de services administratifs et de soutien | 234           | 12,0 %        | (20,2 %)    |
| Administration publique, enseignement, santé humaine et action sociale                                    | 238           | 12,2 %        | (15,8 %)    |
| Autres activités de services                                                                              | 219           | 11,3 %        | (9,9 %)     |

Le secteur du commerce de gros et de détail, transports, hébergement et restauration est prépondérant dans la communauté de communes puisqu'il représente 28,7 % du nombre total d'établissements de la commune (558 sur les 1946 entreprises implantées dans la communauté de communes), contre 22,5 % au niveau départemental, à l'inverse, le secteur des activités spécialisées, scientifiques et techniques et activités de services administratifs et de soutien avec 12,0 % du nombre total d'établissements est inférieur à celui du département (20,2 %).

#### Tourisme

##### Hôtellerie, camping et autres hébergements collectifs
Au 1er janvier 2025, la communauté de communes du Ternois dispose de trois hôtels pour une capacité totale de 38 chambres, de huit campings totalisant 654 emplacements et d'aucun autre type d'hébergement collectif,.

## Organisation

### Siège
Le siège de l'intercommunalité est à Saint-Pol-sur-Ternoise, 8 place François Mitterrand.

### Élus
La communauté d'agglomération est administrée par son conseil communautaire, composé pour la mandature 2020-2026 de 133 conseillers municipaux représentant chacune des communes membres, répartis sensiblement en fonction de leur population de la manière suivante : 

- 12 délégués pour Saint-Polsur-Ternoise ; 

- 9 délégués pour Frévent ;

- 6 délégués pour Auxi-le-Château ; 

- 4 délégués pour Pernes ;

- 2 délégués pour Floringhem, Gauchin-Verloingt et  Saint-Michel-sur-Ternoise ;

- 1 délégué ou son suppléant, pour les autres communes.
Au terme des élections municipales de 2020 dans le Pas-de-Calais, le conseil communautaire  renouvelé a réélu le 15 juillet 2020  son président, Marc Bridoux, maire de Hautecloque, ainsi que ses 13 vice-présidents, qui sont, : 
1. Benoit Demagny, maire de Saint-Pol-sur-Ternoise, chargé du développement économique ;
2. Henri Dejonghe, maire d’Auxi-le-Château, chargé de l'insertion, emploi & formation ;
3. Hélène Merlin, première maire-adjointe de Pernes, chargée des services a la personne, de la  santé et du  CISPD ;
4. Tony Ramon, maire-adjoint de Frévent, chargé de l'assainissement ;
5. Didier Hochart, premier maire-adjoint de Saint-Pol-sur-Ternoise, chargé de l'urbanisme et de la politique de l'habitat ;
6. Jean-Luc Faÿ, maire de Bonnières-Canteleux, chargé de la collecte, du tri et du traitement des déchets ;
7. Yves Hostyn, maire de Willencourt, chargé de la culture et du  numérique ;
8. M. Claude Bachelet, maire de Croisette et conseiller départemental, chargé du pôle d’équilibre territorial et rural (PETR) :
9. Dominique Coquet, maire de Conchy-sur-Canche, chargé(e) de l'environnement, eau et de la  GEMAPI ;
10. Ingrid Gaillard, maire de Flers, chargée de l'enfance, de la jeunesse, de la parentalité et des  loisirs ;
11. Olivier Rigot, maire de Tangry, chargé des coopérations et des  mutualisations ;
12. Daniel Melin, maire de Noeux-les-Auxi, chargé du tourisme et du patrimoine.

### Liste des présidents
| Période      | Période                       | Identité     | Étiquette | Qualité |
| ------------ | ----------------------------- | ------------ | --------- | --- |
| janvier 2017 | En cours (au 16 juillet 2020) | Marc Bridoux | LR        | Technico-commercial Maire de Hautecloque (1977 → ) Président de l'ex-CC du Saint-Polois ( ? → 2012) Président de l'ex-CC des Vertes communes du Saint-Polois (2013 → 2016) Réélu pour le mandat 2020-2026 |

### Compétences
L'intercommunalité exerce les compétences qui lui ont été transférées par les communes membres, dans les conditions déterminées par le code général des collectivités territoriales..
Il s'agit de : 
- Développement économique : zone d'activité  d’Herlin le Sec et son extension, ainsi que toutes les zones à créer, opérations et actions en direction du commerce, de l’artisanat et de l’agriculture, développement des télécommunications, politique touristique, action pour l’emploi, l’insertion et formation professionnelle en partenariat avec la Mission Locale et l’ADEFI ;
- Aménagement de l'espace : Schéma de cohérence territoriale (SCoT), documents d’urbanisme dont : cartes communales, PLUI,  schéma de développement commercial, schéma de développement éolien ;
- Études, aménagement, gestion et entretien des cours d’eau d’intérêt communautaire et leurs affluents  : La Ternoise,  La Canche,  La Lys et mise en œuvre des SAGE de la Lys, de la Canche ;
- Lutte contre les phénomènes d’érosion et d’inondations ;
- Assainissement non collectif : étude de schéma directeur d’assainissement et mise en place du zonage, mise en œuvre d’un SPANC.
- Collecte et traitement des ordures ménagères.
- Création et entretien des sentiers de randonnée.
- Production et vente d’énergie électrique de ferme éolienne.
- Réalisation d’un profil environnemental.
- Préservation et mise en valeur des espaces et paysages : aménagement et entretien paysager des entrées de villages, aménagement et entretien des espaces publics, arboretum (espace rural situé près des lagunes de Fiefs par la plantation d’arbres d’essences variées), verger conservatoire intercommunal de Monchy-Cayeux ;
- Voiries desservant les zones d'activité ;
- Logement et cadre de vie : programme local de l'habitat (PLH), Opération programmée d'amélioration de l'habitat (OPAH) ;
- Équipement sportifs et culturels reconnus d'intérêt communautaire : complexe sportif intercommunal St-Polois, complexe sportif du Faulx à Heuchin, salle de combat intercommunale à St-Poll-sur-Ternoise,, bibliothèques situées à EPS Herberval à Averdoingt, écoles de musique intercommunales de Saint-Pol-sur-Ternoise et d'Heuchin ;
- Actions sociales d’intérêt communautaire : transport à la demande, actions pour la jeunesse et la petite enfance, portage de repas à domicile, Gestion d’un CIAS, CISPD et gestion du contrat local de sécurité et de prévention de la délinquance,  actions à mener entre les différents partenaires et concourant à la sécurité ainsi que la prévention, la dissuasion et la répression de la délinquance
- Développement des activités et services de proximité
- Actions pour la culture intéressant au moins deux communes membres ;
- Fonctionnement des cyberespaces intercommunaux
- Santé
- Assistance administrative aux communes membres
- Étude et gestion du ramassage d’animaux errants
- Cotisation incendie financement SDIS

### Régime fiscal et budget
La Communauté de communes est un établissement public de coopération intercommunale à fiscalité propre.
Afin de financer l'exercice de ses compétences, l'intercommunalité perçoit la fiscalité professionnelle unique (FPU) – qui a succédé à la taxe professionnelle unique (TPU) – et assure une péréquation de ressources entre les communes résidentielles et celles dotées de zones d'activité.
Elle perçoit également une dotation globale de fonctionnement bonifiée.